# City of Gold Coast
Gold Coast (formalnie City of Gold Coast) – obszar samorządu lokalnego (ang. local government area - LGA) w Australii położony nad Pacyfikiem, którego główną częścią jest Gold Coast. Od północy graniczy ze stolicą stanu Queensland – Brisbane, dla którego jest miastem satelickim i częścią jego zespołu miejskiego zamieszkiwanego przez 3 mln osób. Jest także częścią regionu i aglomeracji South East Queensland zamieszkiwanego przez 4 mln osób. City of Gold Coast jest drugim co do wielkości samorządem Australii z liczbą ludności na poziomie 666 087 mieszkańców.
Znane jest przede wszystkim ze słonecznego, subtropikalnego klimatu, złocistych plaż, kwitnącego życia nocnego oraz wielu atrakcji turystycznych. Licznie odwiedzane przez miłośników surfingu oraz wszelkiego rodzaju sportów wodnych.

## Historia
Gold Coast powstało po połączeniu się ze sobą szeregu mniejszych miejscowości tworząc miasto satelickie dla Brisbane, w którym mieszka 666 087 osób. Rejon ten pozostawał niezamieszkany przez Europejczyków aż do 1823, kiedy to odkrywca, John Oxley, wylądował w miejscu zwanym dziś Mermaid Beach (na cześć jachtu Oxleya, HMS Mermaid). W 1875 roku założono Southport (obecnie dzielnica Gold Coast), który szybko zyskał sobie reputację prawdziwego raju wakacyjnego dla zamożnych mieszkańców Brisbane. W 1925 roku turystyka w tym rejonie zaczęła gwałtownie się rozwijać, głównie za sprawą Jima Cavilla, który założył hotel Surfers Paradise. W latach 40. dziennikarze i agenci nieruchomości zaczęli nazywać ten rejon „Gold Coast”. Nazwa ta została oficjalnie przyjęta w 1958 roku.

## Geografia
Gold Coast jest usytuowane w południowo-wschodnim narożniku stanu Queensland, na południe od Brisbane, stolicy stanu. Centrum Gold Coast jest oddalone o 66 km na południe od centrum Brisbane. Gold Coast rozciąga się oficjalnie od południowych krańców Logan City i Redland City do granicy z Nową Południową Walią.
Od zachodu miasto graniczy z częścią Wielkich Gór Wododziałowych, potocznie znanych jako ‘Gold Coast Hinterland’, z których 206 km² zajmuje Park Narodowy Lamington, który wpisany jest na Listę światowego dziedzictwa UNESCO.
Główną rzeką w tym rejonie jest rzeka Nerang. Wiele terenów między pasem wybrzeża a Hinterlandem było niegdyś mokradłami, które zostały przez człowieka przekształcone w kanały. Jest ich łącznie ponad 260 kilometrów, czyli ponad 9 razy więcej niż w Wenecji.

### Klimat
Gold Coast leży w strefie klimatu subtropikalnego, z całorocznym okresem z letnimi temperaturami. Średnia temperatura roczna wynosi 25 °C w ciągu dnia i 17 °C w nocy. Najchłodniejszym miesiącem jest lipiec ze średnią temperaturą około 21 °C w dzień i 12 °C w nocy. Najcieplejszymi miesiącami są styczeń i luty ze średnią temperaturą 28-29 °C w dzień i 21 °C w nocy. Średnia opadów wynosi 1295 milimetrów w skali roku, najobfitszy w opady jest luty z 172 milimetrami.
| Miesiąc | Sty  | Lut  | Mar  | Kwi  | Maj  | Cze  | Lip  | Sie  | Wrz  | Paź  | Lis  | Gru  | Roczna |
| --- | ---- | ---- | ---- | ---- | ---- | ---- | ---- | ---- | ---- | ---- | ---- | ---- | ------ |
| Średnie temperatury w dzień [°C]                                                                                      | 28.7 | 28.6 | 27.9 | 25.9 | 23.6 | 21.3 | 21.1 | 22.0 | 23.9 | 25.4 | 26.8 | 27.8 | 25,2   |
| Średnie dobowe temperatury [°C]                                                                                       | 25.3 | 25.2 | 24.4 | 22.1 | 19.5 | 17.3 | 16.6 | 17.3 | 19.4 | 21.1 | 22.9 | 24.2 | 21,2   |
| Średnie temperatury w nocy [°C]                                                                                       | 21.8 | 21.8 | 20.8 | 18.3 | 15.4 | 13.2 | 12.0 | 12.5 | 14.8 | 16.8 | 19.0 | 20.5 | 17,2   |
| Opady [mm] | 137  | 172  | 109  | 133  | 108  | 119  | 48.7 | 61.7 | 43.9 | 86.1 | 118  | 136  | 1295   |
| Średnia liczba dni z opadami                                                                                          | 14.2 | 14.6 | 15.1 | 12.0 | 11.6 | 10.9 | 8.3  | 7.2  | 8.8  | 9.5  | 12.3 | 12.6 | 137    |
| Źródło: Bureau of Meteorology (liczba dni z opadami dla wartości 0,1 mm, wysokość 3 m n.p.m., nad oceanem, 1987-2018) |      |      |      |      |      |      |      |      |      |      |      |      |        |

## Miasta partnerskie
Miasta partnerskie City of Gold Coast:
- Beihai, ChRL (09.1997)
- Chengdu, ChRL (05.2019)
- Numea, Nowa Kaledonia (05.1992)
- Netanja, Izrael (07.1987)
- Prefektura Kanagawa, Japonia (08.1990)
- Tajpej, Republika Chińska (10.1982)
- Dubaj, ZEA (03.2001)
- Fort Lauderdale, USA (10.1980)
- Tainan, Republika Chińska (10.1982)
- Zhuhai, Republika Chińska (11.1982)
- Takasu, Japonia (11.1995)

Inne umowy międzynarodowe:
- Wuhan, ChRL (10.2015)
- Jining, ChRL (10.2014)
- Makasar, Indonezja (03.2019)
- Đà Nẵng, Wietnam (06.2020)